# True Lies
True Lies là một bộ phim hài hành động năm 1994 của Mỹ, đồng biên kịch và đạo diễn bởi James Cameron, với các diễn viên chính Arnold Schwarzenegger và Jamie Lee Curtis. True Lies thể hiện lại phiên bản mở rộng của phim năm 1991 của điện ảnh Pháp La Totale!, do Claude Zidi đạo diễn với vai chính Thierry Lhermitte và Miou-Miou. Bộ phim được đề cử giải Oscar cho hiệu ứng hình ảnh xuất sắc nhất, Curtis giành được một giải Quả cầu vàng cho vai diễn hài hước của nhân vật Helen Tasker và cũng là bộ phim giành được ba giải Sao Thổ cùng mười ba đề cử khác.
True Lies là dự án đầu tiên của Lightstorm Entertainment được phân phối theo thỏa thuận sản xuất nhiều triệu USD của Cameron với 20th Century Fox, cũng như sản xuất lớn đầu tiên cho các hiệu ứng hình ảnh của công ty Digital Domain, được đồng sáng lập bởi Cameron. True Lies cũng là sự hợp tác khởi đầu của loạt phim Terminator để ê-kíp Cameron, Schwarzenegger, và Brad Fiedel như đạo diễn, diễn viên chính, và nhà soạn nhạc tương ứng cho loạt phim này.
Sau khi phát hành, True Lies là một trong những bộ phim tốn kém nhất từng được thực hiện, chi phí gần 120 triệu USD, và thu về 400 triệu USD trên toàn thế giới (1994).

## Nội dung
True Lies là bộ phim hành động hoành tráng kể về một điệp viên có tên Harry Tasker (Arnold Schwarzenegger) ẩn mình dưới lớp vỏ bọc thường ngày là nhân viên bán máy vi tính. Dưới vỏ bọc này, anh đã thực hiện thành công nhiều nhiệm vụ mà vẫn giữ được bí mật với gia đình mình trong suốt 16 năm. Tuy vậy, do điều kiện công việc, Harry không thể dành sự quan tâm, chăm sóc cho gia đình nhỏ bé của mình, cụ thể là người vợ và đứa con gái ngỗ ngược đang ở độ tuổi dậy thì. Đến một ngày, Harry phát hiện ra vợ mình có dấu hiệu ngoại tình. Anh lên kế hoạch để cứu vãn hạnh phúc gia đình. Và mọi chuyện bi hài bắt đầu khi bọn khủng bố bắt cóc anh và vợ anh. Lúc này anh phải vừa đấu tranh chống lại âm mưu tàn độc của bọn khủng bố, vừa phải bảo vệ gia đình thân yêu của mình.
Harry đến văn phòng của Helen để mời cô đi ăn, nhưng tình cờ nghe được cô đang bí mật đi gặp một người tên là Simon. Nghi ngờ Helen ngoại tình, Harry sử dụng nguồn lực của Omega Sector để biết rằng Simon là một nhân viên bán xe cũ, người thường giả danh điệp viên bí mật để quyến rũ phụ nữ. Harry và các đặc vụ Omega khác bắt cóc Helen và Simon. Sau khi khiến Simon sợ hãi phải tránh xa Helen, Harry và Gib thẩm vấn cô bằng thiết bị che giấu giọng nói. Họ biết được rằng cô đang phải chịu đựng khủng hoảng tuổi trung niên và đang tìm kiếm sự "phiêu lưu mạo hiểm" trong cuộc sống. Do đó, Harry sắp xếp để Helen thực hiện một nhiệm vụ điệp viên được dàn dựng, mà cô sẽ quyến rũ một nhân vật bí ẩn, thực ra là Harry, và đặt một thiết bị vào phòng khách sạn của anh.
Thuộc hạ của tên khủng bố Salim Abu Aziz xông vào bắt cóc hai vợ chồng và đưa họ đến một hòn đảo ở Florida Keys. Trên đảo, Harry biết được tổ chức Crimson Jihad đã trả tiền cho Juno Skinner để ả giúp chúng vận chuyển bốn đầu đạn hạt nhân MIRV bằng cách giấu chúng trong những bức tượng cổ. Aziz yêu cầu Hoa Kỳ rút quân đội khỏi Vịnh Ba Tư, nếu không hắn sẽ cho nổ một đầu đạn tại một thành phố lớn của Hoa Kỳ. Hắn cũng sẽ cho nổ một đầu đạn trên hòn đảo hoang để chứng minh sức mạnh hạt nhân của Crimson Jihad. Trước khi bị tra tấn cùng Helen, Harry được tiêm huyết thanh sự thật và thú nhận cuộc sống kép của mình với vợ. Họ trốn thoát và biết rằng một đầu đạn sẽ phát nổ sau 90 phút trong khi những đầu đạn khác được chất lên các xe để đưa vào Hoa Kỳ qua Đường cao tốc Overseas, qua mặt Hải quan Hoa Kỳ. Trong trận hỗn chiến sau đó, Harry và Helen tiêu diệt hầu hết bọn khủng bố, trong khi Aziz trốn thoát với một đầu đạn trên một chiếc trực thăng.
Helen bị Juno bắt và đưa lên chiếc limousine đi theo đoàn xe. Gib và các đặc vụ Omega khác đến đón Harry. Họ gọi hai máy bay phản lực của quân đội để đánh chặn đoàn xe bằng cách phá hủy một phần của Cầu Bảy dặm. Harry giải cứu Helen khỏi chiếc limo trước khi nó lao ra khỏi đường cao tốc, giết chết Juno. Đầu đạn còn sót lại trên đảo hoang phát nổ mà không giết chết ai. Harry phát hiện ra rằng Aziz đang giữ Dana làm con tin trong một tòa nhà chọc trời ở Miami và đang đe dọa cho nổ đầu đạn cuối cùng của chúng. Harry lái một chiếc máy bay phản lực để giải cứu con gái. Faisil vào tòa nhà bằng cách đóng giả phóng viên. Khi Faisil giết một số thuộc hạ của Aziz, Dana đã đánh cắp chìa khóa điều khiển đầu đạn và chạy lên mái nhà, cuối cùng leo lên cần trục tháp. Aziz đuổi theo và suýt bắt được cô bé trước khi Harry đến. Harry giải cứu Dana, và sau một cuộc vật lộn với Aziz, anh đã khiến hắn vướng vào quả tên lửa của máy bay, mà Harry bắn nó vào một chiếc trực thăng của bọn khủng bố, giết chết Aziz và tàn quân của Crimson Jihad. Harry, Helen và Dana được đoàn tụ an toàn.
Một năm sau, Harry và Helen cùng làm việc với tư cách là đặc vụ Omega. Khi đang làm nhiệm vụ tại một bữa tiệc, họ gặp Simon, người đang làm bồi bàn và lại giả danh điệp viên. Simon sợ hãi bỏ chạy sau khi hai vợ chồng lộ diện và đe dọa giết anh ta. Harry và Helen khiêu vũ trong khi chờ đợi người liên lạc của họ, và Gib cầu xin họ hãy nghiêm túc thực hiện công việc của mình.

## Các diễn viên
- Arnold Schwarzenegger vai Harry Tasker
- Jamie Lee Curtis vai Helen Tasker
- Tom Arnold vai Albert "Gib" Gibson
- Bill Paxton vai Simon
- Tia Carrere vai Juno Skinner
- Art Malik vai Salim Abu Aziz
- Eliza Dushku vai Dana Tasker
- Grant Heslov vai Faisil
- Charlton Heston vai Spencer Trilby
- Marshall Manesh vai Jamal Khaled
- James Allen vai Đại tá